# Carlos Mota Pinto
Carlos Alberto da Mota Pinto (25. července 1936 – 7. května 1985) byl portugalský politik. V letech 1978–1979, přesně 252 dní, byl premiérem Portugalska. V letech 1976–1977 byl ministrem obchodu a turismu, 1983–1985 ministrem obrany. Byl představitelem portugalské Sociálnědemokratické strany (Partido Social Democrata), jež je ovšem navzdory názvu středopravicovou stranou. Patřil k zakladatelům strany z roku 1974. V letech 1984–1985 byl jejím předsedou.